# Лидия Бедикян
Лидия Джовасар Бедикян е българска физичка, доцент в Българска академия на науките.

## Биография
Родена е на 3 март 1948 г. в Панагюрище. През 1971 г. завършва специалност Физика на полупроводниците в Софийския университет. В 1980 г. защитава докторат в Харковски държавен университет - Харков - Украйна. От 1974 г. е научен сътрудник III степен в Института за полупроводникова техника в Ботевград. От 1976 г. е научен сътрудник II степен, от 1983 г. – научен сътрудник I степен, а от 1990 г. –  доцент в Централната лаборатория по приложна физика при Българска академия на науките в Пловдив. В периода 1990 – 2022 г. е научен секретар на лабораторията. От 1984 до 1988 г. преподава в Пловдивския университет, 1988 – 2005 г. – в Техническия колеж в Пловдив, а през 2005 – 2009 г. в Техническия университет – филиал Пловдив.
Работи в областта на разработването на тиристори и средномощни изправителни диоди; термо-електрични хладилно-отоплителни агрегати с приложение в хладилни устройства; порьозен силиций с приложение за фотодиоди; титанов диоксид с патентовано приложение през 2014 г. за система за пречистване на малки количества вода.

## Награди
- Златен медал на 55 Международен мострен панаир, Пловдив (1999);
- Грамота от IV Международна изложба по отбранителна техника „Хемус 2000";
- Сребърна грамота на 23 Международна изложба „Макинова 2003", Скопие.[1]